# Canal de Sossís
El Canal de Sossís és un canal hidràulic de doble utilització: centrat en l'aprofitament hidroelèctric, per a alimentar les turbines de producció d'electricitat de la central hidràulica de Sossís, té també una segona utilitat de reg agrícola en l'àrea que travessa. La longitud del canal és de 3,4 quilòmetres. El mes de novembre de l'any 1911 la societat Riegos y Fuerzas del Ebro començà els treballs de la presa, el canal i la central hidràulica de Sossís dintre del projecte de construcció del pantà de Sant Antoni i de la central hidroelèctrica de Talarn.
Neix aquest canal en la mateixa presa de Sossís, assut de la Noguera Pallaresa situat en l'antiga quadra de Llania, de l'antic terme municipal d'Hortoneda de la Conca, actualment pertanyent a Conca de Dalt. La presa de Sossís és a prop i al sud-oest d'on hi hagué la Casa Vella de Llania.
Des d'aquest lloc, el canal de Sossís discorre paral·lel al riu pallarès, mantenint-se a la cota 525, i travessa, el primer tram en direcció a ponent, les partides de les Riberes, els Camps de Sossís, la Solaneta, l'Obac de Sossís, el Pont de Pubill, la Plana (on torça cap al sud), i lo Conreu, on salva els 20 metres de desnivell fins a la central hidràulica de Sossís, que es troba a 505 metres d'altitud i al costat del riu. Té una potència instal·lada de 3 MW, amb una producció mitjana anual de 20 GWh.
Aquesta central elèctrica és alimentada íntegrament per l'aigua del canal, i està situada a l'extrem nord del Pont de Claverol, al costat mateix d'on es troba el Museu dels Raiers i la moderna església de Sant Antoni.